# 1985年堪薩斯皇家隊球季
1985年堪薩斯皇家隊球季是堪薩斯皇家隊第17個球季。皇家隊本季最終在擊敗州內宿敵聖路易紅雀隊後，奪得隊史首座世界大賽冠軍。皇家隊不僅蟬聯兩年美聯西區龍頭地位，更是十年來的第六座。當年皇家隊戰績進步至91勝71敗，要歸功於其投手戰力的強大，當中包含布瑞特·塞伯海金拿下的賽揚獎。
皇家隊在本季季後賽中，贏得隊史第二座美國聯盟冠軍以及首座世界大賽冠軍（先前曾於1980年打入世界大賽但敗北）。這兩個系列賽中，皇家都先吞下二連敗並在前四場輸掉其中三戰。世界大賽第六戰堪稱經典，紅雀迷不會忘記當時裁判爭議性的判決：第四局的誤判讓皇家隊失去領先機會，而唐·鄧金格裁判九局下半的誤判則是讓皇家隊荷黑·奧塔上到一壘，並最終讓皇家隊逆轉。這年的世界大賽為堪薩斯市銘記，因為被視為皇家隊十年霸權的匯總，這段時間他們打入七次季後賽，還坐擁如喬治·布列特、哈爾·麥克雷、威利·威爾遜等諸多球星。
當年總教練是迪克·豪瑟，這季是他第四季執教皇家隊也是最後一季完整球季執教。皇家隊後來直到2014年前都未能打入季後賽，並於2015年再次贏得世界大賽冠軍。